# كويتة
كُوَيْتَة (بالهندستانية: کوئٹہ) مدينة باكستانية تقع غرب البلاد قرب الحدود مع أفغانستان. وهي عاصمة إقليم بلوجستان وأكبر مدنها. يقدر عدد سكان المدينة عام 2006م ب 759,894 نسمة، غالبيتهم من البشتون والهزارة والبلوج. وتعد المدينة معبرا مهما يربط بين أفغانستان وباكستان. وتقع على ارتفاع 1900 متر فوق مستوى سطح البحر، وتعاني كويتة من مشكلة التلوث حيت أدرجتها منظمة الصحة العالمية في المرتبة الخامسة من بين المدن الأكثر تلوثا في العالم.

## أعلام
- سوريش اوبراي
- أبرار حسين
- شكيل عباسي
- صبا محمود
- رحيل شريف
- مينا كشور كمال
- افتخار أحمد شودري